# Évènements de mars

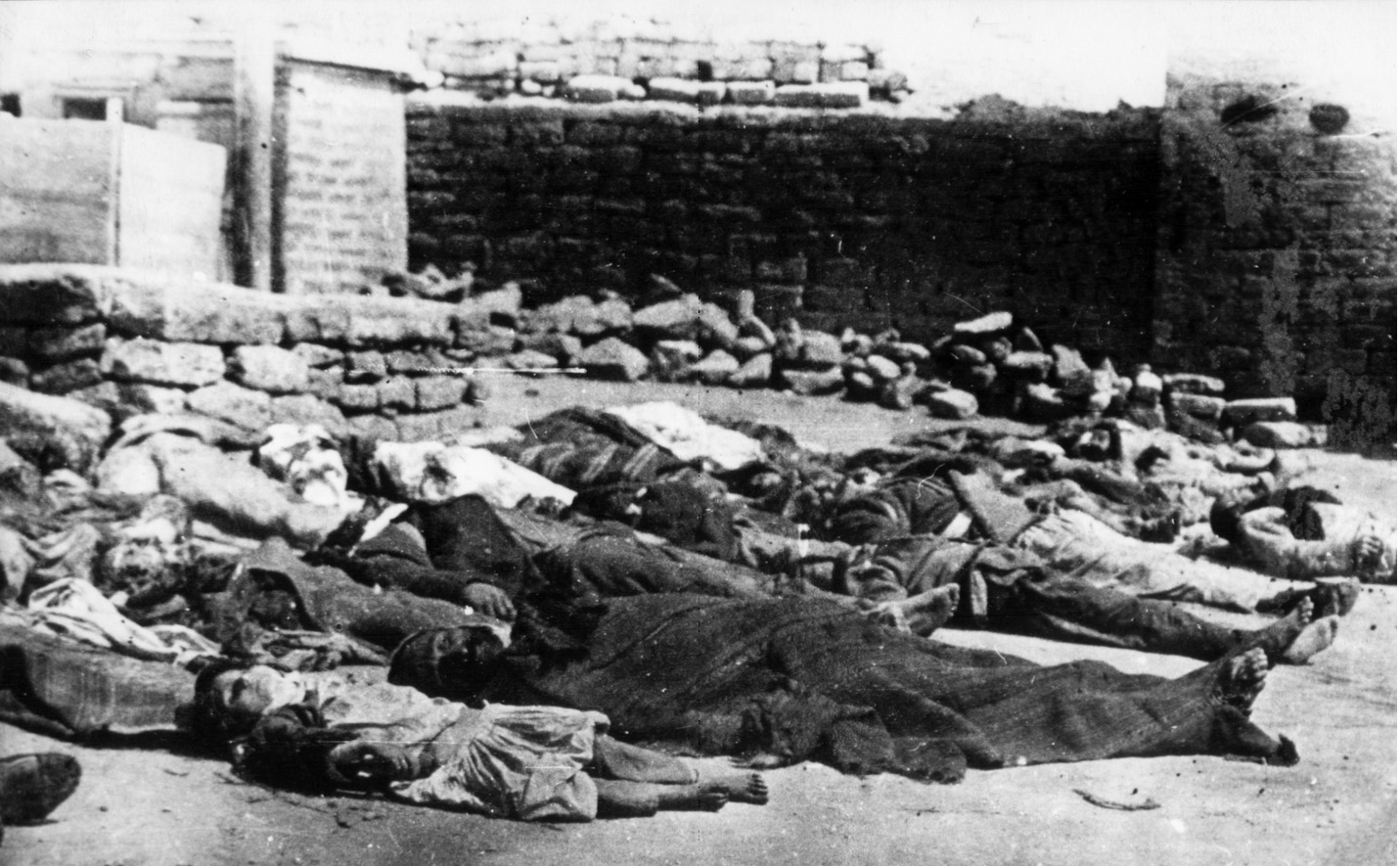
Victimes azéries à Bakou.

Les évènements de mars sont des affrontements interethniques et des massacres ayant eu lieu entre le 30 mars et le 2 avril 1918 à Bakou et aux alentours, durant la guerre civile russe. Entre trois et douze mille personnes (essentiellement des azéris) seraient mortes dans ces évènements attribués aux Bolcheviks et à la Fédération révolutionnaire arménienne. Les autorités azéries considèrent ces évènements comme un génocide.

En septembre 2013, un musée mémorial consacré à ces événements a été inauguré à Quba.

## Événements du 30 mars - 2 avril 1918
Lorsque l'état-major de la division de cavalerie autochtone du Caucase dissoute est arrivé à Bakou le 9 mars 1918, le Soviet a immédiatement arrêté son commandant, le général Talychinski. Cette décision a déclenché des protestations de la population azerbaïdjanaise, avec des appels occasionnels à offrir une résistance armée au Soviet.
Selon l'historien Firuz Kazemzadeh, Chahoumian aurait pu empêcher l'effusion de sang s'il avait été moins impulsif et têtu. Quelques jours plus tôt à peine, Chahoumian avait reçu un télégramme de Lénine, dans lequel il lui avait été conseillé "d'apprendre la diplomatie", mais cet avis avait été ignoré.
L'affrontement de mars 1918 a été déclenché par un incident avec le bateau à vapeur Evelina. Le 27 mars 1918, cinquante anciens militaires de la division de cavalerie autochtone du Caucase sont arrivés à Bakou sur ce navire pour assister aux funérailles de leur collègue Mamed Tagiyev, fils d'un célèbre magnat du pétrole et philanthrope azerbaïdjanais, Haji Zeynalabdin Taghiyev. M. Tagiyev avait été tué dans une escarmouche par les forces russo-arméniennes à Lankaran
Certaines sources affirment que lorsque les soldats sont remontés au  bord de l'Evelina pour quitter Bakou le 30 mars 1918, les Soviétiques ont reçu des informations selon lesquelles l'équipage musulman du navire était armé et attendait un signal de révolte contre les Soviétiques. Alors que le rapport manquait de fondement, les Soviétiques ont agi en conséquence, désarmant l'équipage qui tentait de résister
À 18 h le 30 mars 1918, Bakou était rempli de combats. La partie soviétique, dirigée par Chahoumian, réalisa que la guerre civile était en plein début et que ses propres forces étaient insuffisantes contre les masses azerbaïdjanaises dirigées par le parti Musavat. Des alliés ont été trouvés parmi les mencheviks, les SR et les Kadets (libéraux de droite), qui ont promis de soutenir les bolcheviks en tant que champions de la «cause russe».
Il y a eu des descriptions de forces de Dachnak qui se sont lancées dans le pillage, l'incendie et le meurtre dans les quartiers musulmans de la ville.  

## Victimes
La dépêche de mai 1918 du New York Times déclarait que «2 000 furent tués et 3 000 blessés dans la lutte entre Russes et musulmans». Plus tard en 1919, une publication du New York Times rapporta - sans doute en citant des responsables azerbaïdjanais - que 12 000 personnes avaient été tuées pendant les jours de mars 1918.

## Conséquences
Immédiatement après les jours de mars, de nombreux survivants musulmans ont fui vers Elisavetpol (Gandja), dans le centre de l'Azerbaïdjan. Alors que le Comité exécutif temporaire des Conseils nationaux musulmans et du Musavat ont cessé leurs activités sur le territoire du gouvernement de Bakou, les groupes politiques azerbaïdjanais de gauche, tels que les SR et les Hümmet, ont profité de l'évolution de la situation et sont devenus des leaders efficaces de la Communauté azerbaïdjanaise de Bakou. Le Bureau socialiste musulman a fait appel au Comité de défense révolutionnaire pour qu'il répare certaines des doléances de certains musulmans. 

## Héritage
Le 18 septembre 2013, le président azerbaïdjanais Ilham Aliyev a inauguré le complexe commémoratif du génocide de Guba, dédié aux victimes des journées de mars. En octobre 2013, la délégation du Sénat français, dirigée par la sénatrice Nathalie Goulet, a déposé une fleur devant le monument et commémoré la mémoire des victimes du massacre.